# Condover
Condover is een civil parish in het bestuurlijke gebied Shropshire, in het Engelse graafschap Shropshire met 1957 inwoners.